# Канет-д'Адрі
Канет-д'Адрі — село в Іспанії, у складі автономної спільноти Каталонія, у провінції Жирона. Муніципалітет займає площу 44,30 км2, а населення в 2014 році становило 644 осіб.